# Parque da Água Branca
O Parque Estadual da Água Branca (oficialmente Parque Fernando Costa) é um parque localizado no distrito da Barra Funda, na cidade de São Paulo, Brasil. O local possui 136.765.41m², e fica na Avenida Francisco Matarazzo no bairro da Água Branca. Idealizado pela Sociedade Rural Brasileira (SRB), entidade representativa da agropecuária brasileira, o Parque começou as ser formado em 1905 e foi inaugurado em 2 de junho de 1929 pelo Secretário de Agricultura Dr. Fernando de Sousa Costa, responsável por fornecer novas vertentes à indústria animal, criando também o Departamento de Lacticínios da Indústria Animal. Com o objetivo de abrigar exposições e provas zootécnicas, o parque foi criado em um período em que a Avenida Água Branca sequer havia sido asfaltada. O parque foi tombado em 1996 pelo Condephaat como patrimônio cultural, histórico, arquitetônico, turístico, tecnológico e paisagístico do estado de São Paulo, e em 2004 pelo CONPRESP, por seu valor histórico, arquitetônico e paisagístico-ambiental.
O local abriga o Fundo Social de São Paulo, (antigo Fundo de Assistência Social do Palácio do Governo). A sede do Fundo funcionava em um palacete antigo da avenida Rio Branco, em Campos Elísios, em frente ao Palácio dos Campos Elísios, o antigo palácio do governo paulista. Em 1980, na administração de Paulo Maluf, a sede foi transferida para o atual endereço, no Parque Fernando Costa (Água Branca). O Parque também abriga diversas associações de criadores de raças de equinos e bovinos e a AAO (Associação dos Agricultores Orgânicos de São Paulo), além do Instituto de Pesca e o Museu Geológico Valdemar Lefèvre, entre outras instituições.
Além de seu valor histórico e cultural, o Parque Estadual da Água Branca é um importante espaço de lazer e convivência para a população paulistana. Com suas áreas verdes, lago com peixes e aves, playgrounds e locais para piquenique, o parque oferece atividades de recreação para todas as idades. Há também feiras de produtos orgânicos, eventos culturais e atividades educativas voltadas para a sustentabilidade e o meio ambiente, reforçando o papel do parque como um espaço de aprendizado e contato com a natureza em meio à cidade de São Paulo.

## História

### Antecedentes
Em 1890 foi criado o serviço agronômico em São Paulo, que reunindo legislações já existentes, definiu atividades e codificou a ação oficial do Departamento de Agricultura Estadual. Já em 1896, surgiu o Instituto Agronômico, que em 1898 teve suas funções reorganizadas e ampliadas, como o Posto Zootécnico, anexo ao Instituto e responsável por realizar estudos sobre animais domésticos e suas aptidões e emprego na agricultura. Naquela época, assim como a cultura do algodão, a industria animal se tornava muitas vezes desprezada ou restringida por depender de inúmeros fatores. Alguns anos depois, o período entre 1904 e 1908 ficou marcado por grandes mudanças e pela participação oficial da indústria animal, responsável pelo desenvolvimentos da cidade e por melhorias nos rebanhos paulistas. O então prefeito de São Paulo, Antônio da Silva Prado, reconhecendo que a atividade agrícola se encontrava em estágio inicial, onde a população abastecia-se de produtos em pequenas hortas e galinheiros, assim como em áreas periféricas, notou que era hora de oferecer novas perspectivas ao setor.

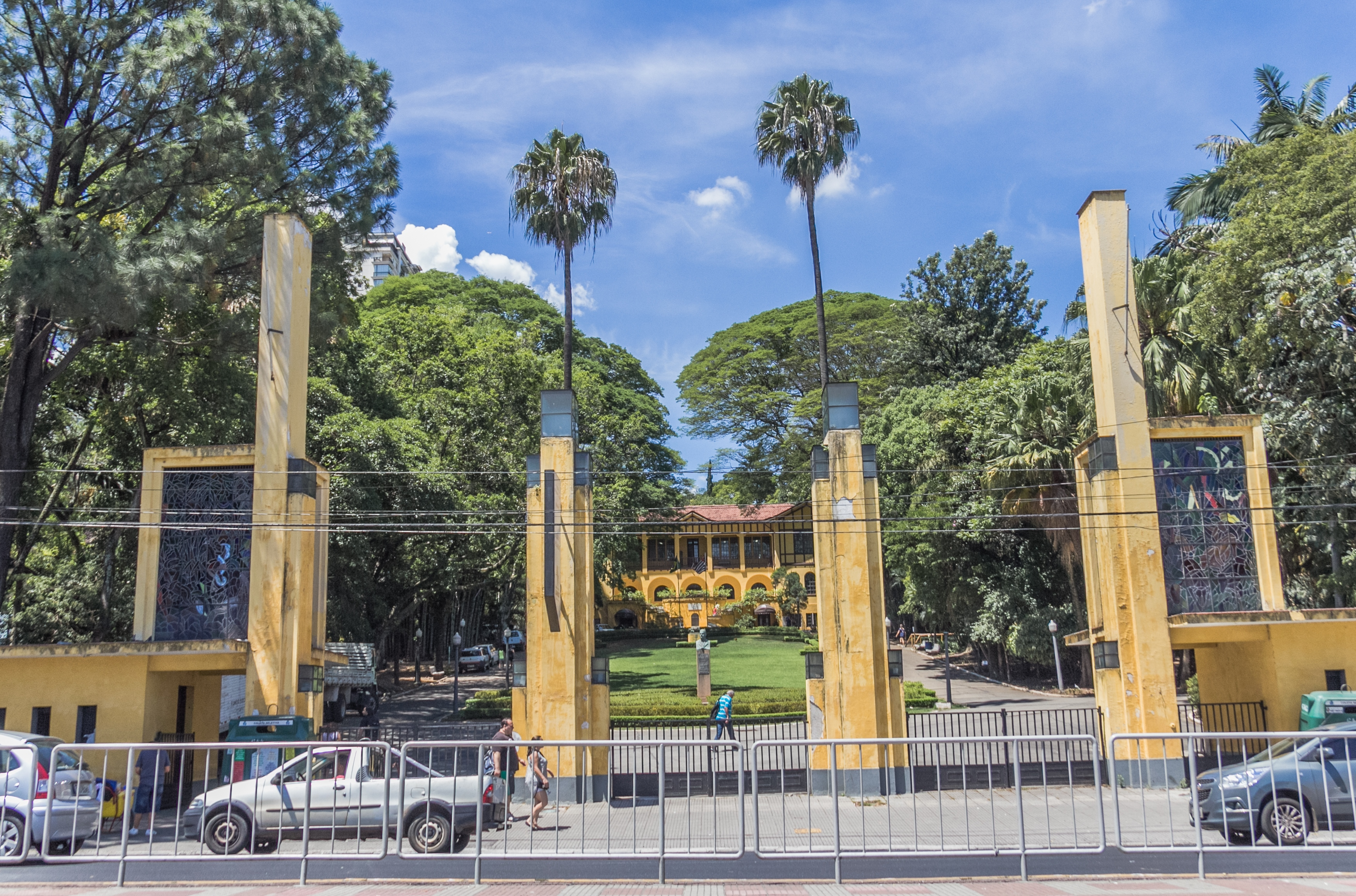
Entrada principal do Parque da Água Branca, na Avenida Francisco Matarazzo

Com isso, o Parque da Água Branca passou a ser formado em 1905, quando a lei 811 de 14 de março daquele ano autorizou a Prefeitura de São Paulo a possuir um terreno de João Batista de Souza e também de outras pessoas. A área total do local era de 91.781,27 m², destinada à Escola Municipal de Pomologia e Horticultura, criada pelo então prefeito Antônio da Silva Prado para que pessoas pudessem se dedicar profissionalmente à agricultura. A escola funcionou até 1911. Após a escola ser desativada, o local passa um período desativado, embora fosse conhecido pela população como um viveiro de plantas da Prefeitura. Nos anos seguintes, ampliações do terreno foram realizadas, como em 24 de dezembro de 1912, com o espaço de 1.742 m² e em 25 de setembro de 1913, com a aquisição de terrenos remanescentes de 31.211, 87 m² pertencentes a João Batista de Souza. Com isso, nos anos 20 o Parque possuía uma área de 126.556,14 m².
O ano de 1911 marcou um grande retrocesso e atraso do setor da pecuária, com a Diretoria de Indústria Animal se transformando em uma Seção da Diretoria de Agricultura, que passou a ser chamada de Diretoria de Agricultura e Indústria Pastoril. Em 1928 O governador de São Paulo, Júlio Prestes, que tinha Dr. Fernando de Souza Costa como Secretário da Agricultura, decidiu transferir as dependências de Produção animal e de Exposições da Mooca para o bairro da Água Branca, criando o "Pavilhão de Exposições de Animais", que no futuro passaria a se chamar Parque Estadual "Dr. Fernando Costa"
O Posto Zootécnico Central, criado em 1905 na Mooca, onde permaneceu até 1929 e depois transferiu-se para o Parque da Água Branca foi suprimido. Em 1918 o Posto foi restabelecido.

### A inauguração e ampliação de território

Portão de acesso ao Parque da Água Branca em 1920

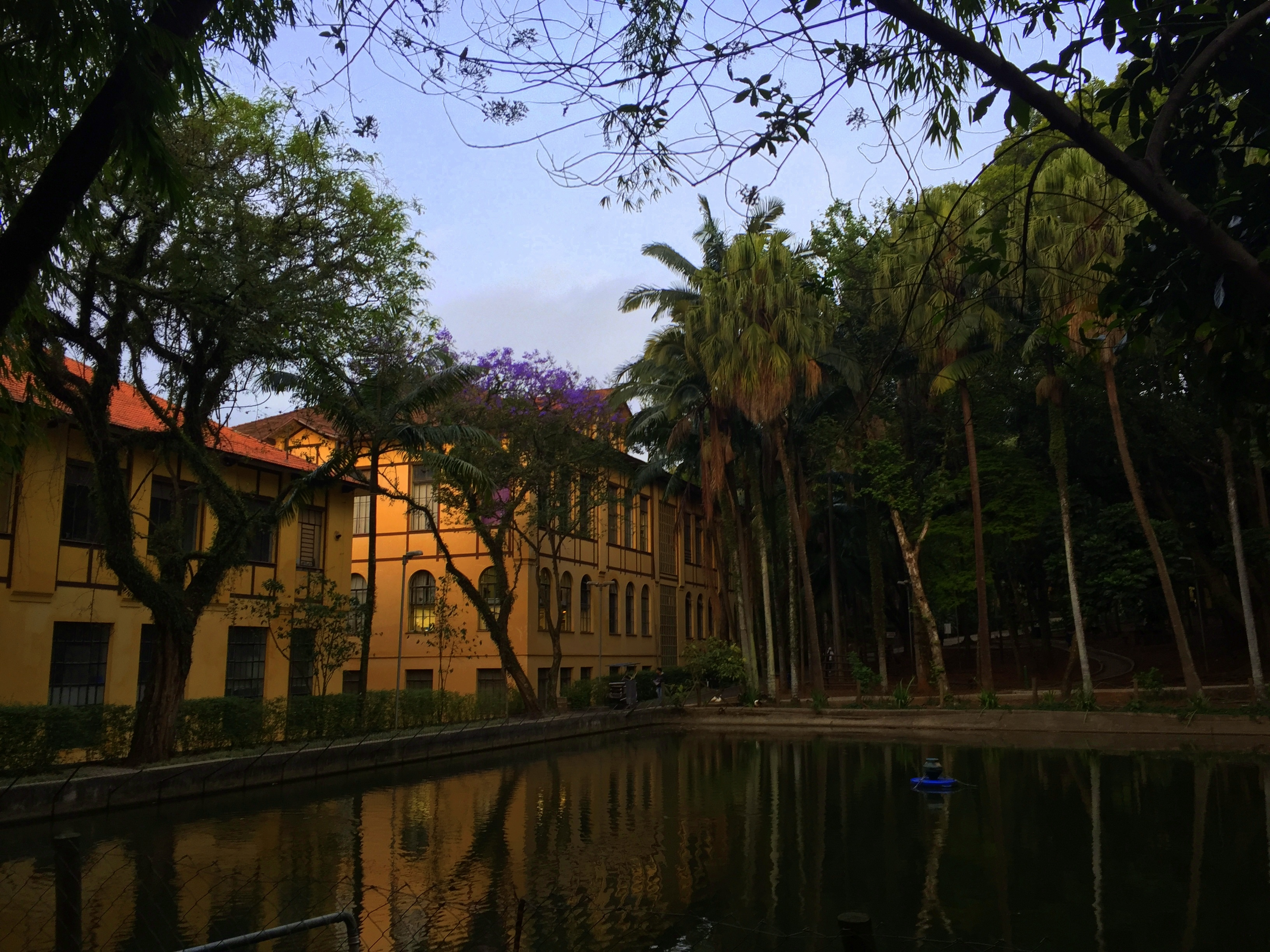
Tanque de peixes e tartarugas para contemplação dos visitantes na área central do Parque

No dia 2 de junho de 1929, o Parque foi oficialmente inaugurado, pertencendo à Secretaria de Agricultura e Abastecimento, com o objetivo de abrigar o Recinto de Exposições e Provas Zootécnicas. Em suas dependências haviam estábulos, pavilhão de equinos, tanques para peixes, além de estufas e pomares, tornando-se também um local para passeios. O Parque surgiu em uma época de desenvolvimento agropecuário, tornando-se um patrimônio nesse setor. As feiras e exposições de animais que aconteciam no local se tornavam acontecimentos marcantes para a sociedade paulistana. 
Uma das grandes atrações na época era visitar o local à noite, para ver os prédios projetados e construídos pelo engenheiro Mário Wathely no estilo Normando, construções que usam elementos comuns à arquitetura típica da região da Normandia, na França. O parque também foi palco para o cinema mudo, passeio famoso entre os visitantes, e também permaneceu ocupado por militares durante a Revolução Constitucionalista de 1932. Também foi usado para venda de queijos, frios e manteigas. Com a inauguração do Parque, também foram criadas as Seções de Veterinária, Defesa Sanitária Animal e de Caça e Pesca, e a atual sede do Departamento de Produção Animal. Além disso, foram instalados pavilhões de administração, recintos para exposições, estações de laticínio, tanques e escadas de peixes.
No dia 25 de abril de 1928 a área do Parque da Água Branca foi transferida ao Estado pela Prefeitura, que recebeu como permuta um terreno "da Fazenda do Estado", situado no Parque do Ibirapuera. Com isso, o Estado ampliou o terreno em mais 35.000 m². Com o apelo de criadores e fazendeiros para a criação de um recinto de exposições e um local para sediar o antigo Departamento de Produção Animal, em 1928 o então governador do Estado de São Paulo, Júlio Prestes, que tinha como secretário da Agricultura Fernando Costa, decidiu transferir o antigo Departamento e Parque de exposições da Mooca para a Água Branca, local que ficou conhecido por um tempo como Pavilhão de Exposições de Animais, até ganhar o seu nome oficial. No período de 1939 a 1942 foram adquiridos pelo governo do Estado de São Paulo mais 12.022,27 m², totalizando a área atual do parque, de 136.765.41 m2².

### Novos projetos

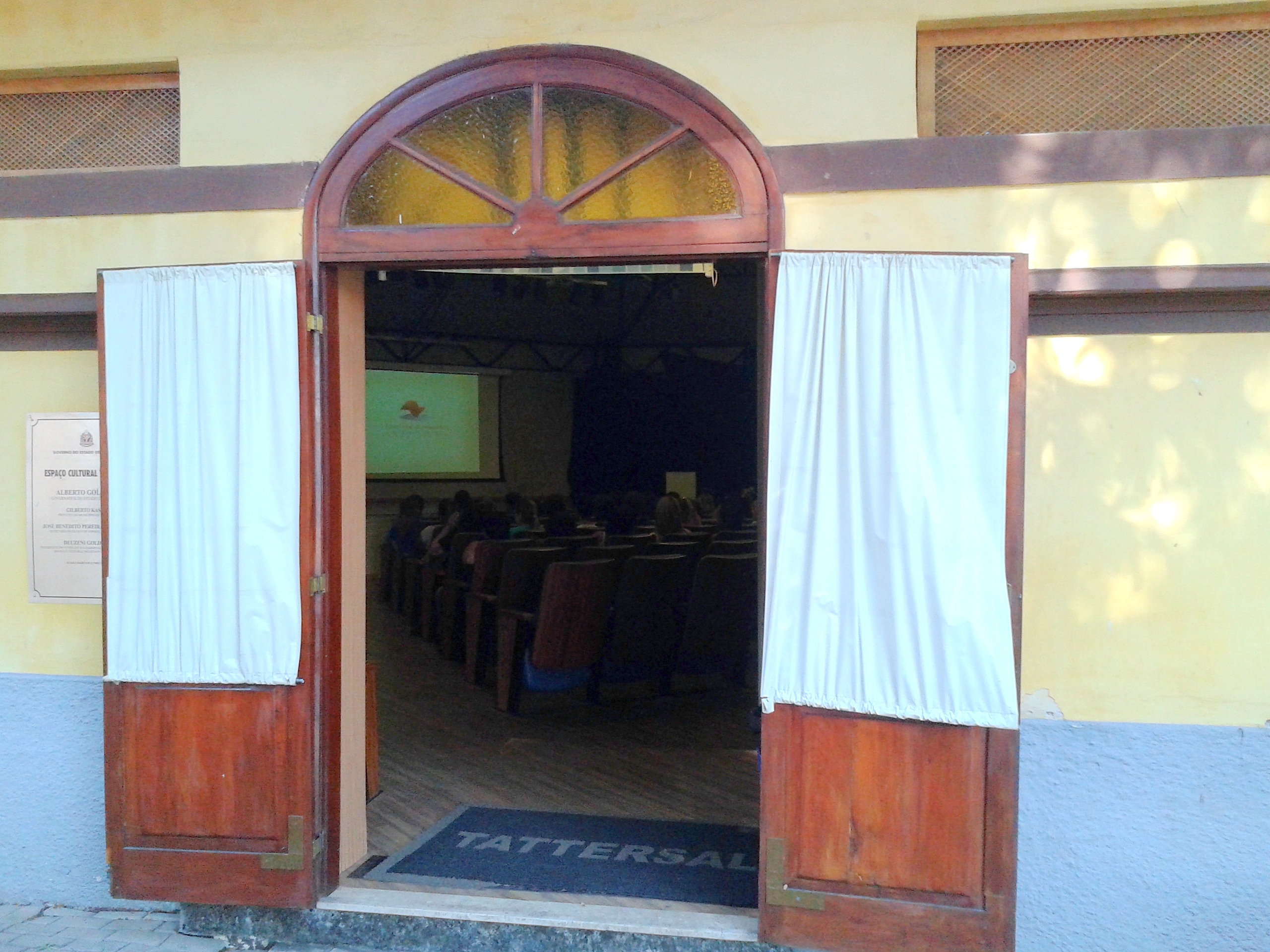
Espaço Cultural Tattersa, utilizado até 1970 para exposições de gado. Atualmente abriga eventos culturais gratuitos.

No ano de 1976, a Secretaria da Agricultura do Estado propôs a construção de um pequeno centro comercial, com pista de patinação, lanchonetes e choperias, além de dois estacionamentos com capacidade para setecentos carros, mas acabou não sendo bem aceito pelos frequentadores e moradores da região. Em seguida, no ano de 1979, alguns departamentos foram transferidos e as exposições passaram a ser realizadas no recinto de Exposições da Barra Funda, tornando o Parque da Água Branca mais amplo para o uso dos visitantes. Em 1981 foi fundada a Associação de Ambientalistas e Amigos do Parque da Água Branca (ASSAMAPAB), formada por um grupo de frequentadores do parque, para preservar o patrimônio social, histórico e arquitetônico do local. O grupo promovia ações socioambientais, de consumo consciente e qualidade de vida. Em 1983, foi iniciado o processo de tombamento do Parque, que foi concluído em 1996.
No ano de 1998, o Centro Histórico e Pedagógico da Agricultura Paulista foi oficializado, e teve como função promover eventos agropecuários, exposições e provas zootécnicas, proporcionar atividades de cultura, arte e lazer, além de receber e catalogar o acervo de peças e documentos de valor histórico da atuação da Secretaria de Agricultura e Abastecimento e pesquisar e divulgar a história da evolução da agricultura paulista. Em setembro de 2003, o viveiro de mudas "André Franco Montoro" foi criado com o objetivo de desenvolver atividades relacionadas à produção de pesquisas, informações e análises nas áreas de Produção Vegetal e Animal. Já em março de 2006 foi inaugurado o Centro de Referências em Educação Ambiental, uma biblioteca pública com inúmeras literaturas da área ambiental disponibilizadas aos visitantes do parque.

## Arquitetura

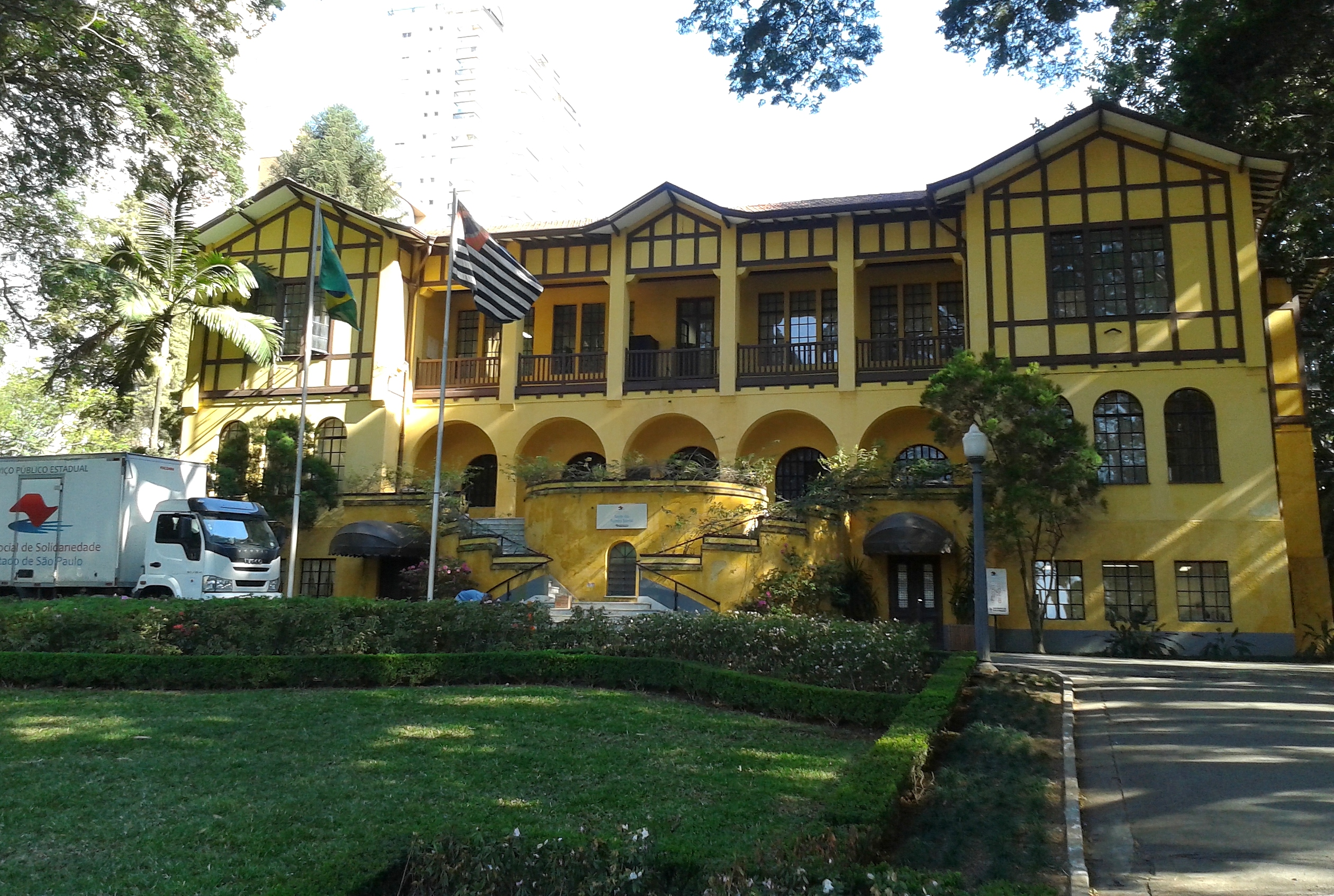
Sede do Parque Água Branca (FUSSSP)

Além do Estilo Normando, com referências românticas típicas das duas primeiras décadas do século XX definidas pela simetria da entrada principal do parque, também é possível admirar em seu portal de entrada vitrais com motivos rurais, criados pelo pintor Antônio Gonçalves Gomide, em 1929, no estilo Art déco, e também com uma busca por temas brasileiros. Anos depois, a restauração dos vitrais foi realizada pela Dra. Regina Lara.
Ao longo do tempo, foram construídas outras edificações em diversos estilos, e atualmente o conjunto abriga mais de 30 prédios e pavilhões de diversos formatos. A vegetação existente no Parque foi introduzida ao longo dos anos, sem um projeto de paisagismo ou planejamento de distribuição. Anos depois, isso acabou comprometendo algumas estruturas próximas de árvores de grande porte.

### Espaços

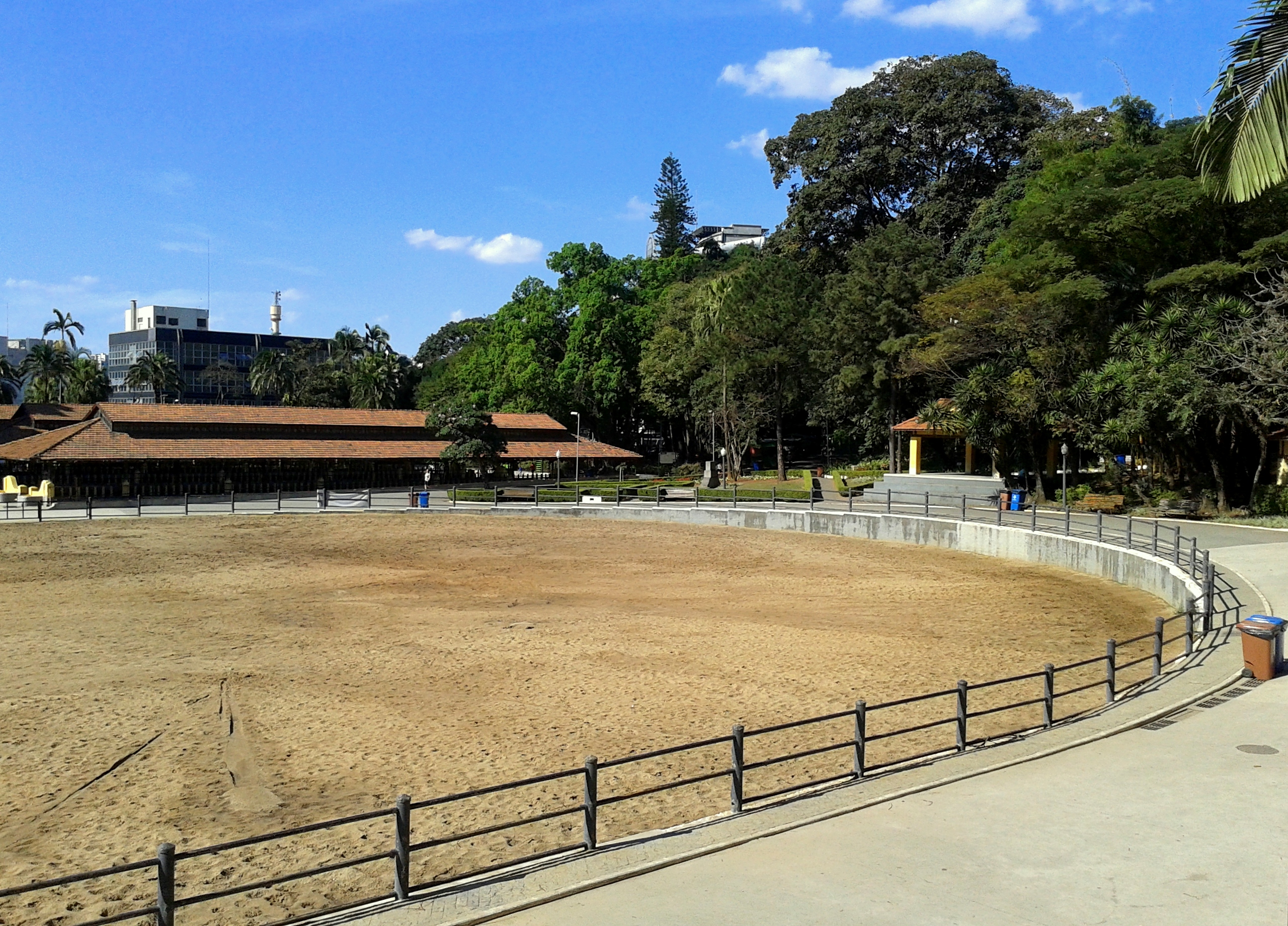
Arena para cavalos, onde são realizadas aulas de equitação

Desde sua criação, o Parque possui dois lagos artificiais de 700 e 750 m², destinados à criação de peixes e tartarugas. Os dois são abastecidos por uma das duas nascentes existentes na parte mais elevada do parque, que funciona com um sistema de tanques e bombeamento para a oxigenação dos peixes. Casa do Caboclo, construção de pau a pique 
Além disso, o Parque possui Playground,Observatório de pássaros, Mini Zoo, estacionamento, biblioteca, arquibancada e arena onde são realizadas exposições de equinos e bovinos.

### Reforma
Em agosto de 2010 a então primeira-dama do estado, Deuza Goldman, empreendeu uma profunda reforma no parque, derrubando diversas palmeiras, árvores antigas e vegetação espontânea ("mato") do bosque. Também foi retirado o banco de sementes, fazendo no local uma trilha de cascalho para caminhadas. Os gatos, saguis, galinhas, patos e pavões que viviam no local foram eliminados, o que desagradou a Associação de Amigos do Parque, além do restante dos frequentadores. A criação de uma praça de alimentação ameaçava o café da manhã orgânico que era servido três vezes por semana. Foi necessário pedir reforço da Polícia Militar para conter os protestos e seguir com a derrubada de árvores decidida pela primeira-dama, sem consulta a órgãos ambientais. Em setembro do mesmo ano, foi realizada uma vistoria para apurar possíveis danos cometidos contra o patrimônio. Frequentadores passaram a reclamar das árvores derrubadas sem necessidade, animais que sumiram, das construções realizadas ao lado das nascentes, da iluminação artificial que poderia prejudicar os animais, entre outros.

## Significado histórico e cultural
Desde sua criação, o Parque abrigou diversas exposições, espaços para lazer, prática de esportes e circulação de animais. A principal luta da Associação de Ambientalistas e Amigos do Parque da Água Branca para garantir a preservação do espaço foi concretizada com a conquista do Tombamento do Parque da Água Branca pelo Conselho de Defesa do Patrimônio Histórico, Arqueológico, Artístico e Turístico do Estado (CONDEPHAAT), que teve inicio com a abertura do processo, em 25 de março de 1983, e encerrou com sua efetivação em 1996, ano da "Revitalização do Parque". Essa revitalização foi o resultado de uma série de projetos de recuperação ambiental e arquitetônica, formado por uma grande equipe, boa parte voluntários, de engenheiros agrônomos como Cristiano Budergas, Roberto Ferrari e Sandra Ramos. Foram levantados 3.846 exemplares vegetais presentes no parque, dando especial atenção àqueles que precisavam de poda, remoção ou transplante. Além disso, foi criada uma relação com nomes científicos e populares das 159 espécies arbóreo-arbustivas do parque, e o levantamento das 38 espécies de aves presentes no local.

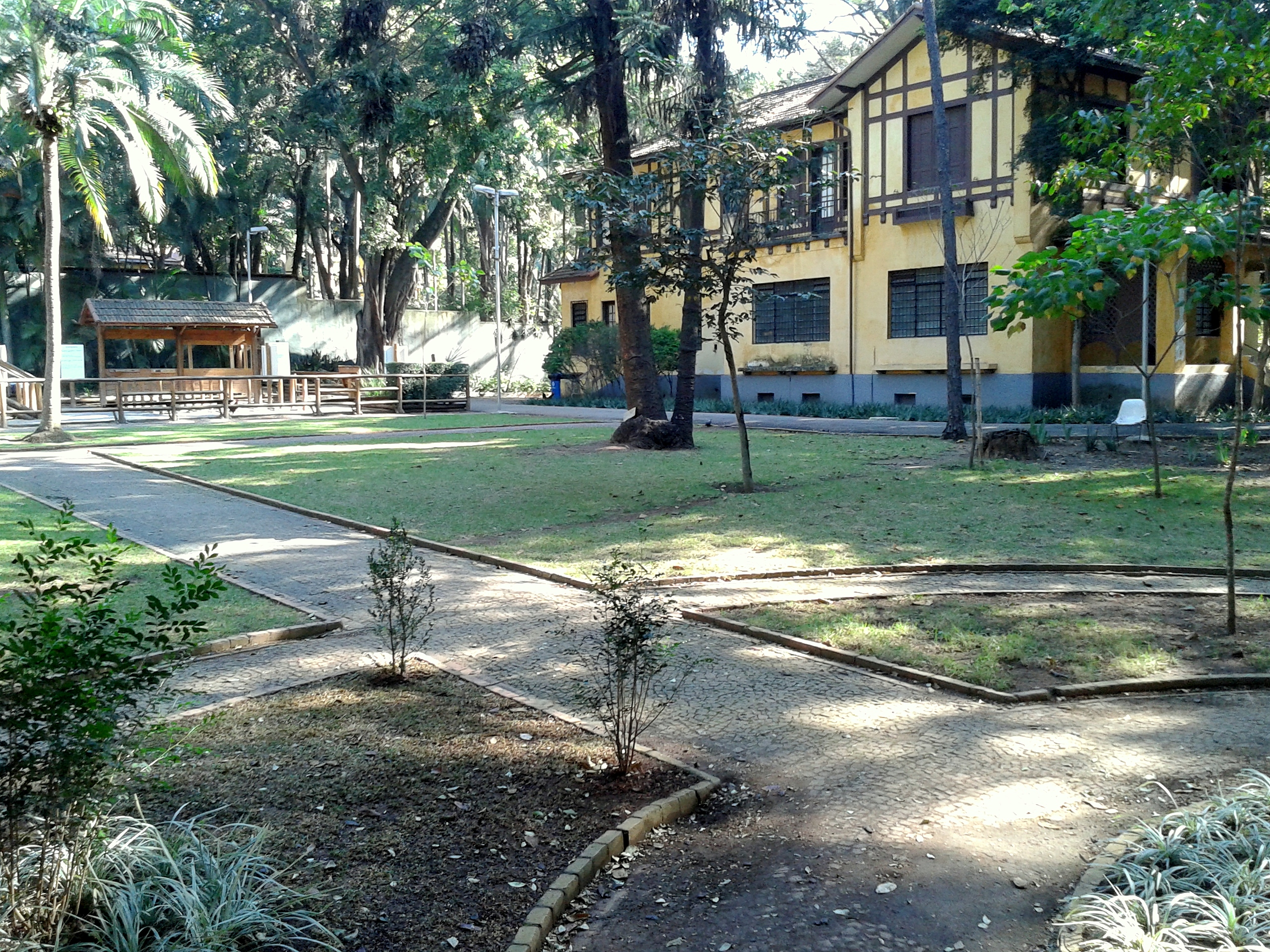
Espaço de convivência, onde animais e visitantes circulam livremente pelo Parque

A área verde do Parque é composta por inúmeras espécies vegetais, a maioria implantada ao longo dos anos. O parque possui um valor histórico e cultural significativo, como local temático da agricultura paulista, com comercialização de produtos orgânicos e feiras agropecuárias. Ele também representa um importante local de lazer, não só para a população de bairros vizinhos, mas para toda cidade de São Paulo, que busca usufruir de passeios, meditação, caminhadas, ou de outras atividades e instalações do local. Os passeios transmitem aos visitantes a sensação de se estar em uma fazenda, permitindo o contato com animais como galinhas, patos e pavões. Além disso, o Parque possui um aquário, um Museu de Geologia, cursos de equitação e espaço de leitura aos finais de semana, com oficinas, peças de teatro para crianças e histórias. Também acontece no Parque uma das maiores feiras de produtos orgânicos, com barracas de frutas, verduras, legumes e hortaliças sem agrotóxicos, onde os visitantes podem usufruir de café da manhã e da tarde enquanto fazem suas compras.
Os prédios no estilo Normando, assim como os Pavilhões de Exposições, que foram utilizados como abrigos para animais, e também edificações como Pombal e a arena central para cavalos, são elementos de muito destaque e importância histórica, já que são capazes de restaurar os valores agropecuários, principal caráter temático do Parque. Além disso, muitas edificações presentes no Parque são sedes de Associações de Criadores de Animais e de outras entidades não governamentais.

### Tombamento
Com o término da revitalização, através da Resolução SC 25/96, de 11 de junho de 1996, foi decretado o tombamento do Parque Dr. Fernando Costa (Água Branca), patrimônio do Estado, passando a ser considerado pelo CONDEPHAAT um bem cultural, histórico, arquitetônico, turístico, tecnológico e paisagístico. Muito divulgada pela mídia, a festa de tombamento do Parque contou com várias atrações, como exposições de carpas e aves, oficinas de teatro, Feira de Produtos Orgânicos, apresentação da Orquestra Sinfônica do Estado de São Paulo, entre outros. A solenidade, que teve início as onze horas da manhã com a presença do governador Mário Covas, celebrou também os 67 anos do Parque e o Projeto de Revitalização realizado no parque, com o objetivo de resgatar o espaço, fornecendo novas opções de lazer, recreação e cultura para os visitantes. No ano de 2004, através da Resolução no. 17/2004, foi decretado o tombamento do Parque pelo Conselho Municipal de Preservação do Patrimônio Histórico, Cultural e Ambiental da Cidade de São Paulo (Conpresp).
A área do Parque também aparece na carta de número 22 do livro Vegetação Significativa do Município de São Paulo, correspondente a Parques Estaduais e Municipais, portando, toda sua vegetação de porte arbóreo declarada pelo Decreto Estadual 30.443/89 é classificada como patrimônio ambiental imune ao corte.

## Estado atual

### Usos do bem

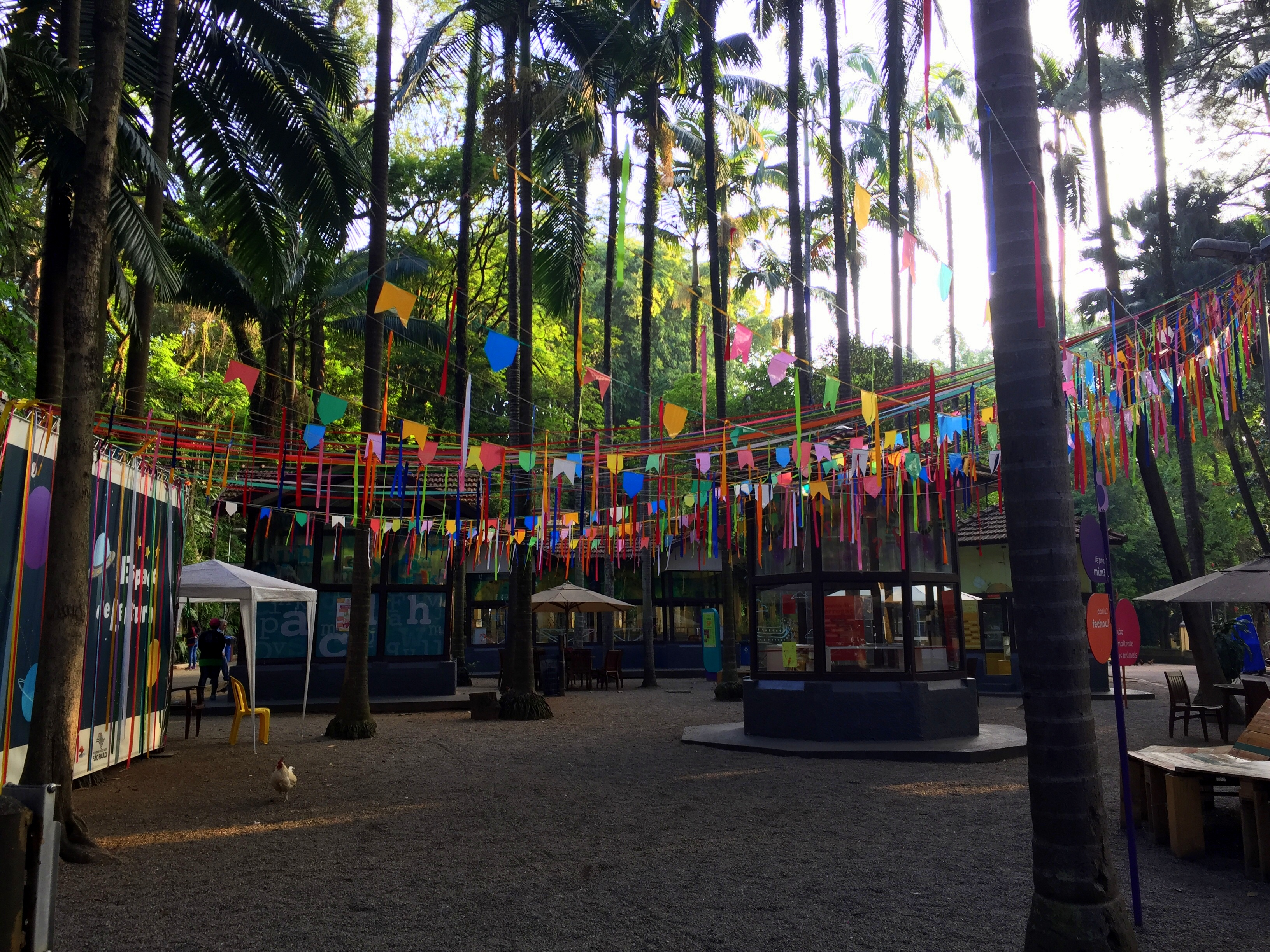
Espaço de Leitura e Lazer, com quiosques e salas onde ocorrem oficinas, espetáculos ao ar livre e contação de histórias

Em 2003 foi constituída uma parceria público-privada entre o Parque da Água Branca e a Faculdade Cantareira. Por meio do Curso de Agronomia, a Faculdade apoiava a secretaria na preservação e manutenção do Parque, ao mesmo tempo utilizando o espaço como uma sala de aula ao ar livre para seus alunos, por meio do Viveiro de Mudas e Flores Franco Motoro instalado no Parque. O Viveiro funcionou como um centro de produção de conhecimentos, pesquisas e análises laboratoriais, e em contrapartida a Faculdade oferecia ao Parque cursos de formação de jardineiros e sobre viveiros de mudas e paisagismo aos participantes das ONGs atuantes no Parque e também pessoas da terceira idade. Além disso, funcionários e alunos da Faculdade Cantareira realizaram, em parceria com o Parque da Água Branca, o cadastramento arbóreo de mais de 3 mil árvores plantadas no local. O estudo identificou quais plantas representavam melhor cada espécie, produzindo placas de identificação para cada uma delas, facilitando a orientação no momento de vistas públicas. O cadastramento foi iniciado em 2003 e concluído em 2006.
Em 2013 o parque recebeu diversas mudanças, e como resultado atraiu a volta de muitos turistas ao parque, com a circulação do animais ao ar livre, como pavões, gatos, patos e galinhas. Outra mudança que agradou a todos, foi o fruto de uma mobilização feita pelos moradores da região do parque, com o aumento do horário do funcionamento do local, para que pudessem fazer suas atividades físicas a qualquer horário do dia ou noite. O novo horário de funcionamento passou a ser de segunda a segunda, das 5:30 às 22 horas. A entrada é gratuita.
O Parque promove eventos em datas comemorativas, como Dia das Crianças e Festas Juninas, com atividades para a família, artesanato, oficinas culinárias, apresentações de músicos e vendas de produtos artesanais. Além disso, promove festivais agronômicos e mostras de museus, onde os espaços paulistas oferecem atividades gratuitas no parque para que os visitantes possam conhecer, de uma só vez, cada uma das instituições a partir de seus acervos e itens diversos. A Feira de produtos orgânicos ocorre semanalmente no Parque. Também são promovidas rodadas de negócios relacionadas aos nichos da feira, para aproximar compradores, produtores e distribuidores de produtos orgânicos, estimulando o mercado e a produtividade. Além disso, ocorre no local eventos voltados ao público infantil. Com um espaço de leitura que possui quiosques, mesas e pufes para acolher os visitantes, é possível desfrutar aos finais de semana de uma feira de troca de livros, apresentações musicais, oficinas, entre outros eventos. O Espaço de Leitura PraLer é uma ação da Poiesis - Organização Social de Cultura, em parceria com o Fundo Social de Solidariedade do Estado de São Paulo - FUSSESP. No local é disponibilizado livros para consulta local, como: literatura brasileira, literatura estrangeira, literatura infanto-juvenil, poesia, artes, revistas e outras publicações.
O parque ainda conta com um aquário, onde estão expostas as espécies mais significativas das bacias hidrográficas do Estado e de outras regiões. O projeto permite que o visitante conheça a biologia e a importância comercial das espécies de valor econômico para aquicultura e pesca.
Mantido pelo Instituto Geológico da Secretaria do Meio Ambiente, o Mugeo possui exposições permanentes que apresentam minerais, rochas, fósseis, documentos antigos, resultados dos trabalhos da Comissão Geográfica e Geológica do Estado estão à disposição para visitação gratuita.
A Praça do Idoso e Espaço Melhor Idade, foram inaugurados em outubro de 2008 pelo Fundo de Solidariedade e Desenvolvimento Social e Cultural do Estado de São Paulo (Fussesp), são locais reservados para a organização de atividades com grupos terceira idade. A Praça do Idoso está equipada com 21 aparelhos de exercícios para motivar a prática de atividades físicas, especialmente para pessoas com problemas de mobilidade, que podem fortalecer a musculatura e o equilíbrio e fica disponível aos usuários das 5h30 às 22h.
No Espaço Melhor Idade, além dos bailes, acontecem aulas Tai Chi Chuan, artesanato, entre outrs atividades.

### Conservação
No ano de 2016 o Parque passa por algumas dificuldades em suas instalações e estruturas. Desde fevereiro, não há mais um veterinário fixo cuidando dos animais que circulam no local, e em agosto do mesmo ano dez funcionários que alimentavam os bichos foram demitidos pela Secretaria Estadual do Meio Ambiente (SMA), administradora do local. Como consequência, inúmeros animais ficaram debilitados e alguns morreram. Como um ato solidário para manter os animais vivos, o grupo Escoteiros de Tiradentes, que possui uma sede no parque, disponibilizou-se para alimentar as aves.
Além disso, uma equipe de voluntários frequentadores do local e moradores vizinhos levam os animais ao veterinário e compram medicamentos necessários. Com cortes sofridos pela Secretaria Estadual do Meio Ambiente, a verba destinada ao Parque caiu muito. O orçamento de 2016, de 5,1 milhões de reais é 22% menor do que o de 2014. Com isso, o parque passou a gastar menos com os cuidados dos animais, serviços de limpeza e funcionários, afetando diretamente a conservação atual do bem. Em 2015 o horário de funcionamento do parque, que era das 5h30 às 22h, passou a ser das 6h às 20h. No mesmo ano, a Casa do Caboclo, imóvel histórico que vendia cafés, doces caseiros e tinham apresentações de viola, foi desativado por determinação da Vigilância Sanitária, que considerou o ambiente inapropriado para a produção de alimentos.
A superlotação de aves também tem sido um problema no parque. Por falta de organização os animais acabam fugindo do local e invadindo as ruas e estabelecimentos localizados na mesma avenida, onde motoristas acabam atropelando-os. Além disso, prédios no interior do parque se encontram abandonados e acabam sendo utilizados como abrigo para as aves.

### Feira orgânica
A Feira de Orgânicos do Parque da Água Branca, iniciada em 23 de fevereiro de 1991 com apenas doze agricultores e com o intuito de ser apenas uma vitrine, hoje é considerada uma das maiores e mais completas da cidade de São Paulo com cerca de 150 pequenos produtores rurais em 45 bancas, vendendo além de frutas e verduras, biscoitos, massas e café da manhã.
A feira acontece na responsabilidade da AAO (Associação de Agricultura Orgânica) em um galpão próprio dentro do parque todas as terças no período da manhã e noite, e todos os sábados e domingos no período da manhã.